# St. Vincent Cycle & Motor Works
St. Vincent Cycle & Motor Works war ein britischer Hersteller von Fahrrädern, Automobilen und Nutzfahrzeugen.

## Unternehmensgeschichte
Das Unternehmen aus Glasgow stellte Fahrräder her. 1903 begann unter Leitung von William McLean die Produktion von Automobilen und Nutzfahrzeugen. Der Markenname lautete St. Vincent. 1910 endete die Pkw-Produktion. Taxis entstanden noch etwas länger.

## Automobile
Das Unternehmen verwendete Zwei- und Vierzylindermotoren von Aster. Die Motoren leisteten zwischen 12 PS und 40 PS. Die Karosserien entstanden im eigenen Werk.